# Front Farabundo Martí de libération nationale
Pour l'organisation de même sigle, voir Front Moro de libération nationale.
Le Front Farabundo Martí de libération nationale (en espagnol : Frente Farabundo Martí para la Liberación Nacional, abrégé en FMLN) est un mouvement politique salvadorien. Fondé le 10 octobre 1980 comme organisation unifiant cinq mouvements de guérilla marxistes, il est transformé en parti politique légal au cours de l'année 1992 dans le cadre des accords de paix de Chapultepec. Mauricio Funes, le candidat du FMLN, gagne l'élection présidentielle en 2009.
Le nom du parti fait référence au révolutionnaire Agustín Farabundo Martí.

## Origine
Différents mouvements de guérilla apparaissent au début des années 1970, sévèrement réprimés par des groupes paramilitaires, d'abord dans les villes puis en milieu rural dans la deuxième partie de la décennie. Aidé par les États-Unis, le gouvernement militaire issu du coup d'État de 1979 poursuit cette répression contre les groupes armés marxistes, le conflit plongeant le pays dans la guerre civile. L'état d'urgence est mis en place début 1980. Peut-être sous l'influence du gouvernement cubain, les guérillas tentent de s'unifier dès le début de l'année 1980. La Coordinadora Revolucionaria de Masas (Coordination révolutionnaire de masse) et le Frente Democrático Revolucionario (Front démocratique révolutionnaire), fondés respectivement en janvier et avril 1980, unifient les partis et syndicats, branches politiques des groupes armés. Après la fondation d'une Direction révolutionnaire unifiée au mois de mai, 5 guérillas s'unissent au mois d'octobre 1980 en un Frente Farabundo Martí para la Liberación Nacional : les Fuerzas Populares de Liberación fondées en 1970 et dirigées par Salvador Cayetano Carpio, l'Ejército Revolucionario del Pueblo fondée en 1972 et dirigée par Joaquín Villalobos, les Fuerzas Armadas de la Resistencia Nacional fondées en 1975 et dirigées par Jose Eduardo Sancho Castañeda, le Partido Revolucionario de los Trabajadores Centroamericanos fondé en 1976 et dirigé par Francisco Jovel Urquilla et les  Fuerzas Armadas de Liberación fondées en 1980 et liées au Parti communiste du Salvador.

## Guérilla

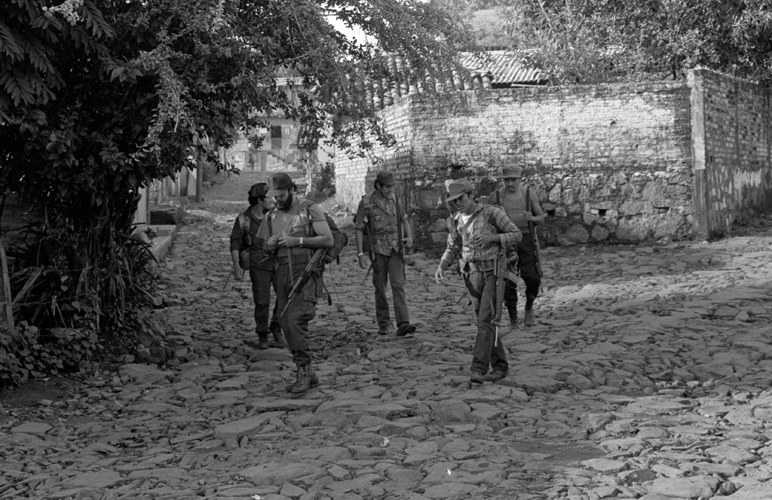
Des membres de l'ERP en 1990.

Dès janvier 1981, le FMLN lance une offensive contre le gouvernement qui multiplie ses escadrons de la mort. Le conflit est bloqué à partir de 1984 et des négociations sont ouvertes entre le gouvernement et la guérilla mais échouent pour reprendre en 1987. 
Les États-Unis accentuent au début des années 1980 leur soutien au gouvernement salvadorien à la suite de l'arrivée au pouvoir de Ronald Reagan. Alors que la France et le Mexique reconnaissent le FMLN comme une « force politique représentative » et que l'Internationale socialiste propose sa médiation, Washington conduit une virulente campagne de discrédit contre le FMLN, décrivant celui-ci comme une organisation « narcoterroriste » et affirmant qu'une victoire des guérillas « polpotiennes » feraient du Salvador « un autre Cambodge ».
Une offensive contre la capitale est lancée le 11 novembre 1989 à la suite de la victoire à l'élection présidentielle de l'Alliance républicaine nationaliste, un parti d'extrême droite. Une nouvelle offensive a lieu en juillet 1991. Grâce à la médiation de la Mission d'observation des Nations unies au Salvador de l'Organisation des Nations unies, un accord de paix est signé à Mexico le 16 janvier 1992. Le 23 mai, le FMLN se transforme en parti politique. Il est légalisé en deux temps : au mois de juillet et de décembre.
Pour Maurice Lemoine le FMLN, « à la table des négociations, met fin à une hégémonie militaire vieille de soixante ans et va permettre une profonde réforme de l’État assise sur une série de mesures sans précédent : respect du suffrage universel ; réforme du système judiciaire ; réforme constitutionnelle ; séparation de la Défense et de la Sécurité publique, réduction des effectifs de l’armée, création d'une police nationale civile. »

## Parti politique
Il est devenu la première force politique du pays, malgré des dissensions en son sein entre orthodoxes (socialistes révolutionnaires), rénovateurs (sociaux-démocrates) et tercéristes, partisans de l'unité du parti. Il est membre de la COPPPAL.
Depuis sa transformation en parti politique, le FMLN a participé aux élections au Salvador. Entre 1994 et 2004, il a été battu par le parti au pouvoir ARENA aux élections présidentielles, mais depuis 1997 il obtient aux élections législatives et municipales des résultats comparables à ceux de son principal adversaire.
En 1994, il appuie la candidature de Rubén Zamora à l'élection présidentielle, en coalition avec un autre mouvement politique de gauche. Ce dernier obtient 27 % des voix au premier tour. Au deuxième tour il obtient 31,6 % des voix, et est battu par Armando Calderón Sol, le candidat du parti ARENA qui obtient 68,3 %. Aux élections législatives, le FMLN obtient 21 sièges sur 84 et devient la deuxième force politique du pays. Le groupe parlementaire du FMLN connait alors une crise rapide, sept députés faisant scission pour constituer un parti plus modéré.
Malgré cette division, le FMLN progresse aux élections législatives de 1997, où il obtient 33 % des voix et 27 sièges, quasiment à égalité avec le parti ARENA. Les élections municipales qui ont lieu en même temps se traduisent par un net succès du FMLN puisque celui-ci remporte la capitale et de nombreuses villes importantes.
À l'élection présidentielle de 1999, le FMLN présente Facundo Guardado, ancien dirigeant de la guérilla, qui obtient 29 % des voix. C'est une nouvelle fois le candidat d'ARENA, Francisco Flores, qui remporte largement l'élection avec 52 %.
Les élections législatives de 2003 représentent une victoire symbolique pour le FMLN : il devance légèrement ARENA, obtenant 34 % des voix et 31 sièges, 4 de plus que le parti au pouvoir. Aux élections municipales qui se déroulent en même temps, le FMLN conserve les villes remportées en 1997, en particulier la capitale San Salvador.
Pourtant, le FMLN perd une nouvelle fois l'élection présidentielle en 2004. Son candidat, Schafik Handal, ancien dirigeant du Parti communiste salvadorien, signataire de l'accord de paix de 1992, ancien député et dirigeant du FMLN, obtient 35,7 %, le meilleur résultat d'un candidat du FMLN aux élections présidentielles. Mais son adversaire d'ARENA, Antonio Saca, gagne l'élection dès le premier tour, avec 57,7 % des voix.
Les élections législatives de 2006 confirment l'égalité entre les deux principaux partis politiques du pays : le FMLN obtient 39,7 % des voix et 32 députés, ARENA 39,4 % et 34 députés. Le FMLN conserve une grande partie des villes importantes : Violeta Menjivar devient ainsi la première femme élue maire de San Salvador.
Les élections de 2009 sont organisées à deux dates distinctes, en janvier pour les élections législatives et municipales et en mars pour la présidentielle. 
Les élections législatives se traduisent par un nouveau succès pour le FMLN. Avec 42,6 % des voix et 35 députés, il s'impose devant ARENA (38,5 % des voix et 32 députés). Même s'il progresse dans le nombre total de municipalités remportées, la défaite de Violeta Menjivar à la mairie de San Salvador ternit l'euphorie des résultats.
Pour l'élection présidentielle de mars 2009, le FMLN présente comme candidat Mauricio Funes, un ancien correspondant de CNN en espagnol. Le 15 mars 2009, il est élu président du Salvador avec 51,2 % des voix, mettant ainsi fin à vingt ans d'hégémonie de l'ARENA. Funes est accompagné de Salvador Sánchez Cerén, vice-président et dernier chef de la guérilla parmi les membres du FMLN. Le parti est défait lors des élections législatives de 2012.
Salvador Sánchez Cerén est le candidat du parti lors de l'élection présidentielle de 2014, accompagné par Oscar Ortiz, maire de la ville de Santa Tecla. Il obtient 48,9% des voix au premier tour, et est élu au deuxième tour avec 50,1% des voix. Aux élections législatives de 2015, il conserve le nombre de députés obtenu en 2012 (31). Il remporte à nouveau la mairie de la capitale, en soutenant la candidature de Nayib Bukele.
Depuis la victoire présidentielle du FMLN en 2009, la pauvreté, qui touchait 40 % de la population, a reculé de 10 %.

## Origine du nom
Agustín Farabundo Martí était le chef du Parti communiste salvadorien, décédé lors des répressions du soulèvement paysan de 1932, qui avaient fait entre 15 000 et 20 000 morts.
- La Clé des Ondes se jumèle en 1984 avec Radio Venceremos (FMLN).